# Mołodiszczewo
Mołodiszczewo (ros. Молодищево) – wieś w Rosji, w rejonie szeksnińkim obwodu wołogodzkiego. W 2010 r. liczyła 3 mieszkańców.